# Grandville (Michigan)
Grandville é uma cidade localizada no estado americano de Michigan, no Condado de Kent.

## Demografia
Segundo o censo americano de 2000, a sua população era de 16.263 habitantes.
Em 2006, foi estimada uma população de 16.774, um aumento de 511 (3.1%).

## Geografia
De acordo com o United States Census Bureau tem uma área de
19,7 km², dos quais 19,2 km² cobertos por terra e 0,5 km² cobertos por água. Grandville localiza-se a aproximadamente 184 m acima do nível do mar.

## Localidades na vizinhança
O diagrama seguinte representa as localidades num raio de 12 km ao redor de Grandville.